# Condado de San Diego (título nobiliario)

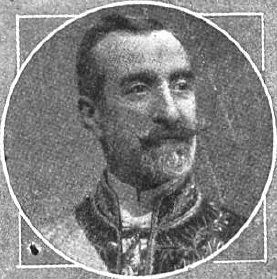
Eugenio Gutiérrez y González de Cueto, primer conde de San Diego

El Condado de San Diego es un título nobiliario español creado el 12 de junio de 1907 por el rey Alfonso XIII a favor de Eugenio Gutiérrez y González de Cueto, médico de Cámara de S.M. el Rey y senador por la Real Academia de Medicina.

## Condes de San Diego
|     | Titular                               | Periodo             |
| --- | ------------------------------------- | ------------------- |
| I   | Eugenio Gutiérrez y González de Cueto | 1907-1914           |
| II  | Eugenio Gutiérrez y Balbás            | 1914-1957           |
| III | Rafael Gutiérrez y Gómez-Acebo        | 1958-1997           |
| IV  | Almudena Gutiérez Español             | 2002-actual titular |

## Historia de los Condes de San Diego
- Eugenio Gutiérrez y González de Cueto (1851-1914), I conde de San Diego.

1. Casó con Olimpia Balbás Sánchez. Le sucedió su hijo:

- Eugenio Gutiérrez y Balbás (f. en 1957), II conde de San Diego.

1. Casó con María Teresa Gómez-Acebo y Torre. Le sucedió, en 1958, su hijo:

- Rafael Gutiérrez y Gómez-Acebo (f. en 1997), III conde de San Diego

Le sucedió la hija de su hermano José María, que había fallecido en 1971, por tanto su sobrina:
- Almudena Gutiérrez Español, IV condesa de San Diego, desde 2002.